# Heterothele villosella
Heterothele villosella är en spindelart som beskrevs av Embrik Strand 1907. Heterothele villosella ingår i släktet Heterothele och familjen fågelspindlar. Inga underarter finns listade i Catalogue of Life.